# Gaertnera
Genre
Gaertnera est un genre de plantes de la famille des Rubiaceae.

## Liste d'espèces
Selon Catalogue of Life (24 octobre 2017) :
- Gaertnera alata Bremek. ex Malcomber & A.P.Davis
- Gaertnera alstonii Malcomber
- Gaertnera aphanodioica Malcomber
- Gaertnera arenaria Baker
- Gaertnera aurea Malcomber
- Gaertnera bambusifolia Malcomber & A.P.Davis
- Gaertnera belumutensis Malcomber
- Gaertnera bieleri (De Wild.) E.M.A.Petit
- Gaertnera brevipedicellata Malcomber & A.P.Davis
- Gaertnera calycina Bojer
- Gaertnera capitulata Malcomber
- Gaertnera cardiocarpa Boivin ex Baill.
- Gaertnera cooperi Hutch. & M.B.Moss
- Gaertnera crassiflora Bojer
- Gaertnera cuneifolia Bojer
- Gaertnera darcyana Malcomber & A.P.Davis
- Gaertnera divaricata (Thwaites) Thwaites
- Gaertnera diversifolia Ridl.
- Gaertnera drakeana Aug.DC.
- Gaertnera edentata Bojer
- Gaertnera eketensis Wernham
- Gaertnera fractiflexa Beusekom
- Gaertnera furcellata (Baill. ex Vatke) Malcomber & A.P.Davis
- Gaertnera gabonensis Malcomber
- Gaertnera gardneri Thwaites
- Gaertnera globigera Beusekom
- Gaertnera grisea Hook.f. ex C.B.Clarke
- Gaertnera guillotii Hochr.
- Gaertnera hirtiflora Verdc.
- Gaertnera hispida Aug.DC.
- Gaertnera humblotii Drake
- Gaertnera ianthina Malcomber
- Gaertnera inflexa Baill.
- Gaertnera junghuhniana Miq.
- Gaertnera kochummenii Malcomber
- Gaertnera letouzeyi Malcomber
- Gaertnera leucothyrsa (K.Krause) E.M.A.Petit
- Gaertnera liberiensis E.M.A.Petit
- Gaertnera longifolia Bojer
- Gaertnera longivaginalis (Schweinf. ex Hiern) E.M.A.Petit
- Gaertnera lowryi Malcomber
- Gaertnera macrobotrys Baker
- Gaertnera macrostipula Baker
- Gaertnera madagascariensis (Hook.f.) Malcomber & A.P.Davis
- Gaertnera microphylla Capuron ex Malcomber & A.P.Davis
- Gaertnera monstruosa Malcomber
- Gaertnera obesa Hook.f. ex C.B.Clarke
- Gaertnera oblanceolata King & Gamble
- Gaertnera obovata Baker
- Gaertnera paniculata Benth.
- Gaertnera pauciflora Malcomber & A.P.Davis
- Gaertnera pendula Bojer
- Gaertnera phanerophlebia Baker
- Gaertnera phyllosepala Baker
- Gaertnera phyllostachya Baker
- Gaertnera psychotrioides (DC.) Baker
- Gaertnera ramosa Ridl.
- Gaertnera raphaelii Malcomber
- Gaertnera rosea Thwaites ex Benth.
- Gaertnera rotundifolia Bojer
- Gaertnera schatzii Malcomber
- Gaertnera schizocalyx Bremek.
- Gaertnera spicata K.Schum.
- Gaertnera sralensis (Pierre ex Pit.) Kerr
- Gaertnera stictophylla (Hiern) E.M.A.Petit
- Gaertnera ternifolia Thwaites
- Gaertnera trachystyla (Hiern) E.M.A.Petit
- Gaertnera vaginans (DC.) Merr.
- Gaertnera vaginata Poir.
- Gaertnera viminea Hook.f. ex C.B.Clarke
- Gaertnera walkeri (Arn.) Blume

Selon NCBI (24 octobre 2017) :
- Gaertnera aphanodioica
- Gaertnera arenaria
- Gaertnera belumutensis
- Gaertnera bieleri
- Gaertnera brevipedicellata
- Gaertnera capitulata
- Gaertnera cooperi
- Gaertnera cuneifolia
- Gaertnera drakeana
- Gaertnera edentata
- Gaertnera fractiflexa
- Gaertnera globigera
- Gaertnera grisea
- Gaertnera hispida
- Gaertnera humblotii
- Gaertnera inflexa
- Gaertnera junghuhniana
- Gaertnera longifolia
- Gaertnera longivaginalis
- Gaertnera lowryi
- Gaertnera macrostipula
- Gaertnera madagascariensis
- Gaertnera microphylla
- Gaertnera oblanceolata
- Gaertnera obovata
- Gaertnera paniculata
- Gaertnera pauciflora
- Gaertnera phyllosepala
- Gaertnera phyllostachya
- Gaertnera psychotrioides
- Gaertnera rosea
- Gaertnera schatzii
- Gaertnera schizocalyx
- Gaertnera ternifolia
- Gaertnera vaginans
- Gaertnera vaginata
- Gaertnera viminea
- Gaertnera walkeri

Selon The Plant List (24 octobre 2017) :
- Gaertnera alata Bremek. ex Malcomber & A.P.Davis
- Gaertnera alstonii Malcomber
- Gaertnera aphanodioica Malcomber
- Gaertnera arenaria Baker
- Gaertnera aurea Malcomber
- Gaertnera bambusifolia Malcomber & A.P.Davis
- Gaertnera belumutensis Malcomber
- Gaertnera bieleri (De Wild.) E.M.A.Petit
- Gaertnera brevipedicellata Malcomber & A.P.Davis
- Gaertnera calycina Bojer
- Gaertnera capitulata Malcomber
- Gaertnera cardiocarpa Boivin ex Baill.
- Gaertnera cooperi Hutch. & M.B.Moss
- Gaertnera crassiflora Bojer
- Gaertnera cuneifolia Bojer
- Gaertnera darcyana Malcomber & A.P.Davis
- Gaertnera divaricata (Thwaites) Thwaites
- Gaertnera diversifolia Ridl.
- Gaertnera drakeana Aug.DC.
- Gaertnera edentata Bojer
- Gaertnera eketensis Wernham
- Gaertnera fractiflexa Beusekom
- Gaertnera furcellata (Baill. ex Vatke) Malcomber & A.P.Davis
- Gaertnera gabonensis Malcomber
- Gaertnera gardneri Thwaites
- Gaertnera globigera Beusekom
- Gaertnera grisea Hook.f. ex C.B.Clarke
- Gaertnera guillotii Hochr.
- Gaertnera hirtiflora Verdc.
- Gaertnera hispida Aug.DC.
- Gaertnera humblotii Drake
- Gaertnera ianthina Malcomber
- Gaertnera inflexa Baill.
- Gaertnera junghuhniana Miq.
- Gaertnera kochummenii Malcomber
- Gaertnera letouzeyi Malcomber
- Gaertnera leucothyrsa (K.Krause) E.M.A.Petit
- Gaertnera liberiensis E.M.A.Petit
- Gaertnera longifolia Bojer
- Gaertnera longivaginalis (Schweinf. ex Hiern) E.M.A.Petit
- Gaertnera lowryi Malcomber
- Gaertnera macrobotrys Baker
- Gaertnera macrostipula Baker
- Gaertnera madagascariensis (Hook.f.) Malcomber & A.P.Davis
- Gaertnera microphylla Capuron ex Malcomber & A.P.Davis
- Gaertnera monstruosa Malcomber
- Gaertnera obesa Hook.f. ex C.B.Clarke
- Gaertnera oblanceolata King & Gamble
- Gaertnera obovata Baker
- Gaertnera paniculata Benth.
- Gaertnera pauciflora Malcomber & A.P.Davis
- Gaertnera pendula Bojer
- Gaertnera phanerophlebia Baker
- Gaertnera phyllosepala Baker
- Gaertnera phyllostachya Baker
- Gaertnera psychotrioides (DC.) Baker
- Gaertnera ramosa Ridl.
- Gaertnera raphaelii Malcomber
- Gaertnera rosea Thwaites ex Benth.
- Gaertnera rotundifolia Bojer
- Gaertnera schatzii Malcomber
- Gaertnera schizocalyx Bremek.
- Gaertnera spicata K.Schum.
- Gaertnera sralensis (Pierre ex Pit.) Kerr
- Gaertnera stictophylla (Hiern) E.M.A.Petit
- Gaertnera ternifolia Thwaites
- Gaertnera trachystyla (Hiern) E.M.A.Petit
- Gaertnera vaginans (DC.) Merr.
- Gaertnera vaginata Lam.
- Gaertnera viminea Hook.f. ex C.B.Clarke
- Gaertnera walkeri (Arn.) Blume

Selon Tropicos (24 octobre 2017) (Attention liste brute contenant possiblement des synonymes) :
- Gaertnera acuminata Benth.
- Gaertnera alata Bremek. ex Malcomber & A.P. Davis
- Gaertnera alstonii Malcomber
- Gaertnera ambrosiodes (Cav.) Kuntze
- Gaertnera aphanodioica Malcomber
- Gaertnera arenaria Baker
- Gaertnera arenarioides C.M. Taylor
- Gaertnera artemisioides (Willd.) Kuntze
- Gaertnera aurea Malcomber
- Gaertnera australiana C.T. White
- Gaertnera bambusifolia Malcomber & A.P. Davis
- Gaertnera belumutensis Malcomber
- Gaertnera bieleri (De Wild.) E.M.A. Petit
- Gaertnera bifida Bojer
- Gaertnera bipinnatifida (Nutt.) Kuntze
- Gaertnera boivinii Drake
- Gaertnera borneensis Val.
- Gaertnera bracteata E.M.A. Petit
- Gaertnera breviflora C.M. Taylor
- Gaertnera brevipedicellata Malcomber & A.P. Davis
- Gaertnera brevistylis Ridl.
- Gaertnera calycina Bojer
- Gaertnera capitata Bojer
- Gaertnera capitulata Malcomber
- Gaertnera cardiocarpa Boivin ex Baill.
- Gaertnera caudata Ridl.
- Gaertnera chamissonis (Less.) Kuntze
- Gaertnera chapelieri Drake
- Gaertnera chenopodiifolia (Benth.) Abrams
- Gaertnera coerulea Bojer
- Gaertnera cooperi Hutch. & M.B. Moss
- Gaertnera cordifolia (A. Gray) Kuntze
- Gaertnera crassiflora Bojer
- Gaertnera crinita Drake
- Gaertnera cuneifolia Bojer
- Gaertnera cymiflora Bojer
- Gaertnera darcyana Malcomber & A.P. Davis
- Gaertnera deltoidea (Torr.) Kuntze
- Gaertnera dinklagei K. Schum.
- Gaertnera discolor (Nutt.) Kuntze
- Gaertnera divaricata (Thwaites) Thwaites
- Gaertnera diversifolia Ridl.
- Gaertnera drakeana Aug. DC.
- Gaertnera dumosa (A. Gray) Kuntze
- Gaertnera edentata Bojer
- Gaertnera eketensis Wernham
- Gaertnera eriocentra (A. Gray) Kuntze
- Gaertnera ferruginea A. Chev.
- Gaertnera fissistipula (K. Schum. & K. Krause) E.M.A. Petit
- Gaertnera fractiflexa Beusekom
- Gaertnera fruticosa (Phil.) Kuntze
- Gaertnera furcellata (Baill. ex Vatke) Malcomber & A.P. Davis
- Gaertnera gabonensis Malcomber
- Gaertnera globigera Beusekom
- Gaertnera godefroyana Cordem.
- Gaertnera grisea Hook. f. ex C.B. Clarke
- Gaertnera guillotii Hochr.
- Gaertnera hirsuta C.M. Taylor
- Gaertnera hirtiflora Verdc.
- Gaertnera hispida (Benth.) Kuntze
- Gaertnera hongkongensis Seem.
- Gaertnera hookeriana Kuntze
- Gaertnera humblotii Drake
- Gaertnera ianthina Malcomber
- Gaertnera ilicifolia (A. Gray) Kuntze
- Gaertnera incarnata Boivin ex Bojer
- Gaertnera indica J.F. Gmel.
- Gaertnera inflexa Boivin ex Baill.
- Gaertnera intermedia Ridl.
- Gaertnera junghuhniana Miq.
- Gaertnera kochummenii Malcomber
- Gaertnera lacerata
- Gaertnera laevis C.M. Taylor
- Gaertnera lanceolata Bouton ex DC.
- Gaertnera lasianthoides C.E.C. Fisch.
- Gaertnera latifolia Ridl.
- Gaertnera laxiflora Cordem.
- Gaertnera letouzeyi Malcomber
- Gaertnera leucothyrsa (K. Krause) E.M.A. Petit
- Gaertnera liberiensis E.M.A. Petit
- Gaertnera littoralis C.M. Taylor
- Gaertnera longiflora C.F. Gaertn.
- Gaertnera longifolia Bojer
- Gaertnera longipetiolata R.D. Good
- Gaertnera longivaginalis (Schweinf. ex Hiern) E.M.A. Petit
- Gaertnera lowryi Malcomber
- Gaertnera lushaiensis C.E.C. Fisch.
- Gaertnera luteocarpa Jongkind
- Gaertnera macrobotrys Baker
- Gaertnera macrostipula Baker
- Gaertnera madagascariensis (Hook. f.) Malcomber & A.P. Davis
- Gaertnera malcomberiana C.M. Taylor
- Gaertnera masoalana C.M. Taylor
- Gaertnera meyeniana (Sch. Bip.) Kuntze
- Gaertnera microphylla Capuron ex Malcomber & A.P. Davis
- Gaertnera monstruosa Malcomber
- Gaertnera morindoides Baker
- Gaertnera nitida C.M. Taylor
- Gaertnera obesa Hook. f. ex C.B. Clarke
- Gaertnera oblanceolata King & Gamble
- Gaertnera obovata Baker
- Gaertnera obtusifolia Roxb.
- Gaertnera occidentalis Baill.
- Gaertnera ovata Ridl.
- Gaertnera oxycarpa Drake
- Gaertnera oxyphylla Benth.
- Gaertnera pangati Retz.
- Gaertnera paniculata Benth.
- Gaertnera parviflora Bojer
- Gaertnera parvipaniculata E.M.A. Petit
- Gaertnera pauciflora Malcomber & A.P. Davis
- Gaertnera pedicellata Ridl.
- Gaertnera pendula Bojer
- Gaertnera petrinensis Verdc.
- Gaertnera phanerophlebia Baker
- Gaertnera phyllosepala Baker
- Gaertnera phyllostachya Baker
- Gaertnera plagiocalyx K. Schum. ex Thonn. & H. Durand
- Gaertnera psychotrioides (DC.) Baker
- Gaertnera quadriseta DC.
- Gaertnera racemosa (Cav.) Roxb.
- Gaertnera rakotovaoana C.M. Taylor
- Gaertnera ramosa Ridl.
- Gaertnera raphaelii Malcomber
- Gaertnera razakamalalana C.M. Taylor
- Gaertnera rhodantha Baker
- Gaertnera richardii Drake
- Gaertnera rigida Ridl.
- Gaertnera robusta C.M. Taylor
- Gaertnera rosea Thwaites ex Benth.
- Gaertnera rotundifolia Bojer
- Gaertnera rubra C.M. Taylor
- Gaertnera rufinervis Stapf
- Gaertnera salicifolia C.H. Wright ex Baker
- Gaertnera schatzii Malcomber
- Gaertnera schizocalyx Bremek.
- Gaertnera sclerophylla C.M. Taylor
- Gaertnera sessiliflora Ridl.
- Gaertnera spathacea Boivin ex Drake
- Gaertnera sphaerocarpa Baker
- Gaertnera spicata K. Schum.
- Gaertnera sralensis (Pierre ex Pit.) Kerr
- Gaertnera stictophylla (Hiern) E.M.A. Petit
- Gaertnera taiensis Kerr
- Gaertnera tenuifolia (Harv. & A. Gray) Kuntze
- Gaertnera ternifolia Thwaites
- Gaertnera thyrsiflora (Arn.) Blume
- Gaertnera tomentosa (A. Gray) Kuntze
- Gaertnera trachystyla (Hiern) E.M.A. Petit
- Gaertnera truncata DC.
- Gaertnera vaginans (DC.) Merr.
- Gaertnera vaginata Poir.
- Gaertnera velutina C.M. Taylor
- Gaertnera vernicosa C.M. Taylor
- Gaertnera viminea Hook. f. ex C.B. Clarke
- Gaertnera violascens Ridl.
- Gaertnera walkeri (Arn.) Blume
- Gaertnera xerophila C.M. Taylor
- Gaertnera zimmermannii K. Krause & Gilg
- Gaertnera zollingeriana Miq.
- Gaertnera × gardneri Thwaites